# Jívka
Jívka település Csehországban, Trutnovi járásban. Jívka Adršpach, Stárkov, Teplice nad Metují, Chvaleč, Malé Svatoňovice, Rtyně v Podkrkonoší, Radvanice és Česká Metuje településekkel határos. Lakosainak száma 601 fő (2024. január 1.).

## Népesség
A település lakosságának változását az alábbi diagram mutatja:
| Lakosok száma | 3670 | 2952 | 2164 | 1136 | 786  | 578  | 557  | 571  | 563  | 601  |
|               | 1869 | 1890 | 1921 | 1950 | 1980 | 2001 | 2017 | 2019 | 2022 | 2024 |